# Chita, Zabaykalsky Krai
Chita (tiếng Nga: Чита) là một thành phố và trung tâm hành chính của Zabaykalsky Krai, thuộc vùng viễn đông của Nga. Thành phố tọa lạc ở nơi hợp lưu của sông Chitinka và sông Ingoda và nằm bên tuyến đường sắt xuyên Sibir, cự ly khoảng 900 km (559 dặm Anh) về phía đông Irkutsk. Chita có dân số 335 000 người vào năm 2024.
Thành phố này là nơi có trụ sở của Quân khu Siberi. Nó được phục vụ bởi sân bay Chita Kadala, tại đây có căn cứ không quân Chita Tây Bắc.